# Nikola Jurišić
Nikola Jurišić (Senj, 1490 – Kőszeg, 1545) è stato un nobile, militare e diplomatico croato.

## Primi anni di vita
Nato a Senj, in Croazia, la prima menzione conosciuta risale al 1522 quando viene indicato come ufficiale di Ferdinando I d'Asburgo nelle file dell'esercito asburgico dispiegato nei forti croati che difendevano il Sacro Romano Impero dall'invasione dell'impero ottomano, a quell'epoca guidato da Solimano I, che avanzava verso Vienna. Tra il 1522 e il 1526 ottenne il titolo di cavaliere.
Dopo la battaglia di Mohács nel 1526, il re lo rese comandante supremo dell'esercito delle forze armate che difendevano i confini (supremus capitaneus, Veldhauptmann unseres Kriegsfolks). Jurišić a sua volta aiutò Ferdinando d'Asburgo a diventare re della Croazia mediando sulle elezioni del 1527. Nel 1530, Jurišić fu inviato a Costantinopoli per negoziare con gli ottomani la pace.

## Assedio di Güns (Kőszeg) del 1532
Nel 1532, il Capitano Nikola Jurišić difese il piccolo forte di confine di Kőszeg (situato nel Regno d'Ungheria) con a disposizione solo 700-800 soldati croati senza poter disporre di cannoni e con poche armi, impedendo l'avanzata dell'esercito turco forte di 120 000-140 000 verso Vienna.

## Eventi successivi
Dopo la battaglia di Gorjani del 1537, fu di nuovo nominato supremus capitaneus della Slavonia e della Bassa Austria. Nel 1540, fu il capitano di Carniola.
Trascorse gli ultimi anni della sua vita come consigliere segreto alla corte di Vienna. Jurišić morì a Kőszeg, in Ungheria.